# 长塘镇 (绍兴市)
长塘镇，中国浙江省绍兴市上虞市下辖的一个镇。

## 辖区
该镇辖有：	长塘居委会、长塘村、桃园村、何家溇村、湖田村、罗村、广陵村、会篁村、谢憩村、